# 訪谷區
訪谷區（英語：Visitacion Valley）是美國加州舊金山郡市最東南端的近鄰社區。

## 地理交通
訪谷區約略西界為麥克拉倫公園的丘陵，該處設有高爾夫球場；北界為Mansell街，東邊則為舊金山灣灣岸的燭台角州立遊憩區；南方與聖馬刁郡戴利城毗鄰，往南不遠處即為聖馬刁郡的布里斯班與南舊金山。附近最大的地標為地址劃在戴利城的牛宮，但牛宮地理位置也可部分算在訪谷區內。
訪谷區的Visitacion來自西班牙文Rancho Cañada de Guadalupe la Visitación y Rodeo Viejo，為墨西哥割讓地於舊金山灣區半島上的一片廣大地帶。
訪谷區一帶有舊金山輕軌T線，設有兩輕軌車站：阿爾力塔站與森尼戴爾站。森尼戴爾站旁亦設有SamTrans公車停靠站，此處開始計入聖馬刁郡區域內收費（單次車費美元$2），在此以北若由舊金山市區搭乘SamTrans往聖馬刁，需收費兩倍價錢（$4）。

## 區域特點
訪谷區過去愛爾蘭與義大利移民聚集區，其在附近的海軍造船廠與工廠工作。在二次大戰後，非裔美國人（黑人）逐漸搬入此區，目前仍有30%居民為非裔。訪谷區居民以工人階級為主，平均薪資為美元$38,802，較舊金山平均值$73,798為低。2007年的房租中位數值為每月$896，亦低於舊金山平均的$1,141。該處另有舊金山市安置低收入戶的公民住宅「森尼戴爾計劃」（Sunnydale Projects）。
治安上也屬於舊金山犯罪率較高的區域之一，除了時有黑幫駁火事件外，於2015年1月亦發生華裔男性伍達聰於街上遭槍殺斃命事件。

## 外部連結
- Visitacion Valley TOD Project
- Visitacion Valley Community Development Corporation
- San Francisco Visitacion Valley （页面存档备份，存于）
- Visitacion Valley Branch Library （页面存档备份，存于）
- Visitacion Valley Facebook Fan's Page （页面存档备份，存于）